# Divize A 1972/1973
V soubojích 8. ročníku České divize A 1972/73 se utkalo 14 týmů dvoukolovým systémem podzim – jaro. Tento ročník začal v srpnu 1972 a skončil v červnu 1973.

## Nové týmy v sezoně 1972/73
Z 3. ligy – sk. A 1971/72 sestoupila do Divize A mužstva TJ Slavia Karlovy Vary a TJ Škoda České Budějovice. Z krajských přeborů ročníku 1971/72 postoupilo vítězné mužstvo TJ Staňkov ze Západočeského krajského přeboru a TJ Tatran Prachatice ze Jihočeského krajského přeboru.

## Výsledná tabulka
Zdroj: 
| Poř. | Tým                         | Z  | V  | R  | P  | VG | OG | B  |
| ---- | --------------------------- | -- | -- | -- | -- | -- | -- | -- |
| 1.   | TJ Rudá hvězda Cheb         | 26 | 18 | 3  | 5  | 59 | 24 | 39 |
| 2.   | VTJ Dukla Tachov            | 26 | 15 | 8  | 3  | 46 | 15 | 38 |
| 3.   | TJ Slavia Karlovy Vary      | 26 | 14 | 6  | 6  | 43 | 20 | 34 |
| 4.   | TJ Staňkov                  | 26 | 10 | 10 | 6  | 55 | 28 | 30 |
| 5.   | TJ Lokomotiva Plzeň         | 26 | 11 | 6  | 9  | 33 | 27 | 28 |
| 6.   | TJ Škoda České Budějovice   | 26 | 8  | 11 | 7  | 33 | 30 | 27 |
| 7.   | TJ Tatran Prachatice        | 26 | 10 | 6  | 10 | 34 | 38 | 26 |
| 8.   | VTJ Dukla Tábor „B“         | 26 | 8  | 8  | 10 | 32 | 39 | 24 |
| 9.   | SK Mariánské Lázně          | 26 | 7  | 9  | 10 | 24 | 31 | 23 |
| 10.  | TJ ČZ Strakonice            | 26 | 8  | 5  | 13 | 31 | 46 | 21 |
| 11.  | TJ ČSAD Plzeň               | 26 | 8  | 5  | 13 | 26 | 42 | 21 |
| 12.  | TJ Lokomotiva Cheb          | 26 | 7  | 6  | 13 | 24 | 35 | 20 |
| 13.  | VTJ Dukla Jindřichův Hradec | 26 | 6  | 6  | 14 | 24 | 46 | 18 |
| 14.  | VTJ Dukla Písek             | 26 | 4  | 7  | 15 | 20 | 43 | 15 |

Poznámky:
- Z = Odehrané zápasy; V = Vítězství; R = Remízy; P = Prohry; VG = Vstřelené góly; OG = Obdržené góly; B = Body

|  | Postup do 3. ligy – sk. A 1973/74                |
|  | Sestup do příslušného oblastního přeboru 1973/74 |